# Roc Llop i Convalia
Roc Llop i Convalia (Miravet, 31 de diciembre de 1908 – París, 15 de agosto de 1997) fue un maestro, poeta y anarquista español,  militante de la CNT. Fue encarcelado después de los Fets del sis d'octubre de 1934 y, exilado, en 1939 fue deportado durante más de cuatro años en el campo nazi de Gusen-Mauthausen. En Francia fue redactor de la revista Terra Lliure.

## Biografía
Roque Llop estudió Magisterio en Tarragona y ejerció en Vallfogona de Riucorb. Durante la Guerra civil española ejerció, también, de inspector de primera enseñanza. Fue autor de ensayos y artículos sobre la renovación del sistema educativo de la República.
A comienzos de 1939, su militancia le llevó al exilio, al Sur de Francia, donde después de una estancia en los inhumanos campos de refugiados fue enrolado por el ejército francés, que ya estaba en guerra con la Alemania de Hitler, en una compañía de trabajadores extranjeros que fue enviada a trabajar a una fábrica de Morhange y, después, a fortificar la famosa e inútil Línea Maginot. El y los compañeros de su grupo cayeron en manos de la Gestapo en el corazón de los Vosges y fueron enviados a Gusen, el camp anexo al de Mauthausen, donde permaneció hasta su liberación en 1945. Llop, un hombre bajo y delgado, «físicamente muy poca cosa», como recordará años después Montserrat Roig en Els catalans als camps nazis, sobrevivió, a pesar de haber estado dos o tres veces en la barraca de los inválidos para ser gaseado. Vivió cuatro años en aquel inferno, desde 1941 hasta el 5 de mayo de 1945, cuando el ejército norteamericano lo liberó.
Una vez liberado de Gusen, Llop se traslada a París donde se implica en la fundación de la Federación Española de Deportados e Internados políticos. Dirige el boletín informativo de la federación, Hispania. Continua su militancia en la CNT en el exilio y es responsable de la biblioteca y la secretaría de organización y finanzas. A partir de los años 1960 promueve la edición de Terra Lliure, un boletín de los catalanes libertarios. Durante estos años retoma su tarea literaria. Edita Poemes de llum i tenebra, con el que obtuvo la Flor Natural en los Jocs Florals del exilio de París en 1965. Nueve años después, con una recopilación de cuentos sobre los campos de exterminio, Contes negres de les vores del Danubi, gana un accésit en el Víctor Català de los Jocs Florals de Ámsterdam. Poco después publica en francés Mission ratée de l'home sur terre. En 1986 publica Tríptic de l'amor i proses.

### Año 2008. Celebración del centenario

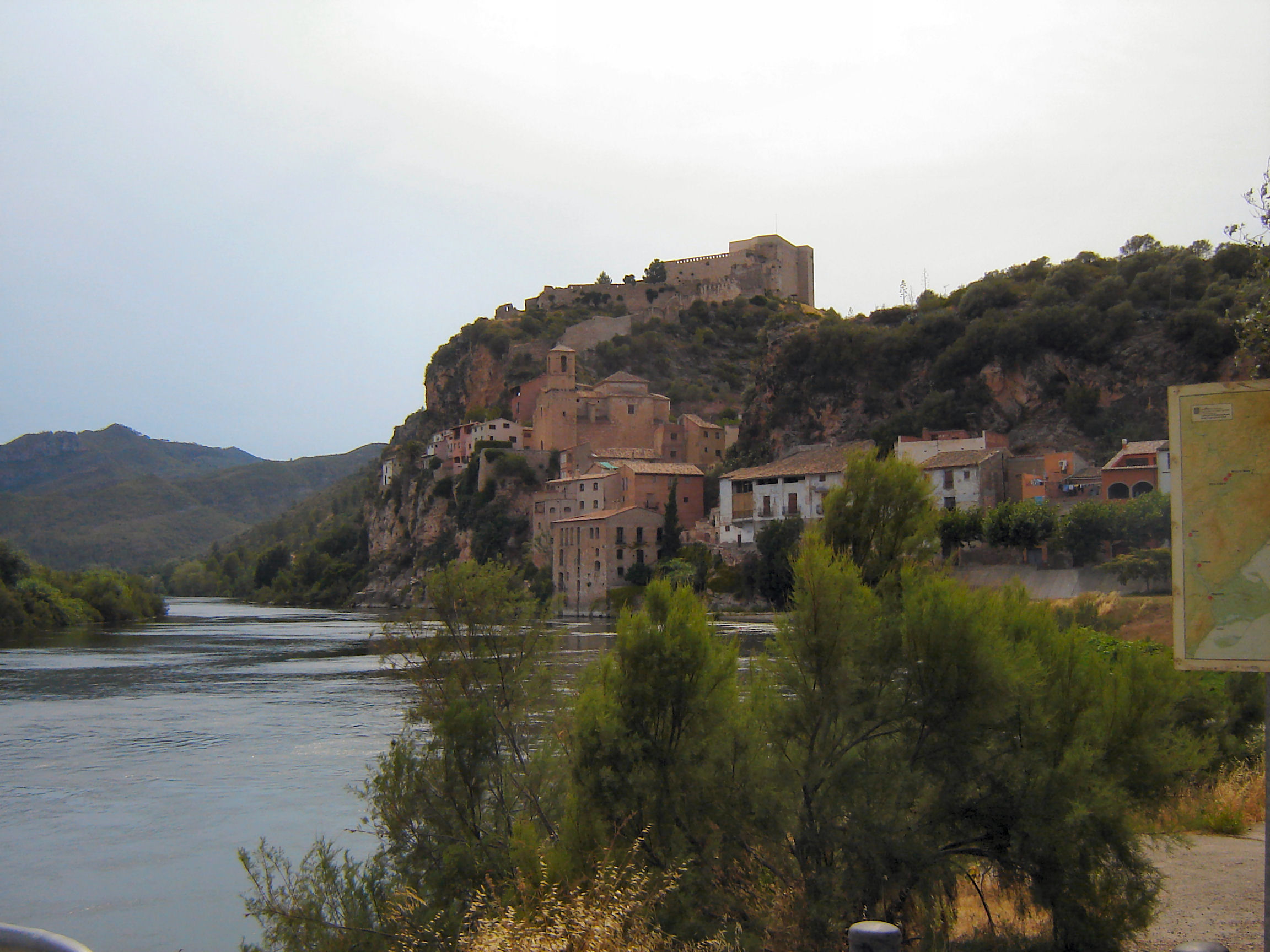
Vista de Miravet.

Durante el año 2008, como conmemoración del centenario del nacimiento del poeta miravetano, Roc Llop i Convalia, el Ayuntamiento de Miravet organizó una serie de actos para recordar y reivindicar la figura del escritor, todavía muy desconocido, pero con un importante valor literario. El objetivo del consistorio era finalizar el 2008 habiendo conseguido que la sociedad conociera quien fue Roc Llop y cual es su obra. Además, aquel mismo verano se publicó Roc Llop i Convalia, l'exili d'un poeta miravetà, obra ganadora del XIII Premio de Ensayo Artur Bladé i Desumvila, que trata de la obra y de la vida del escritor.
VilaWeb-El Punt/Natàlia Borbonès: «Als trenta-tres anys com Jesucrist, no!»
Este es un extracto del escrito que Llop redactó treinta años después de su estancia en Gusen, que se puede leer en "Els catalans als camps nazis", de Montserrat Roig. Trabajaba en el comando que construía el ferrocarril que debía enlazar la cantera de Mauthausen con el pueblo de San Jorge y rememora los instantes en que la muerte se le hacía más presente: «El trabajo era tan duro, bajo la lluvia, el frío y la nieve, que nos dejaba del todo maltrechos. Las energías de la mitad del cuerpo hacia arriba eran de mente y de voluntad, pero las piernas ya no podían acarrear con mi cuerpo esquelético, a pesar de pesar tan poco. No era muy halagüenya mi perspectiva ni tampoco debería ser mucho el tiempo que me quedaba de vida. Como podía, apuraba jornada tras jornada, retando la muerte, que me esperaba fría y compadecida en cada recodo. Así permanecí unos días en el comando, en medio de insultos, golpes de estaca y viendo cómo caían mis compañeros, llevados por el reír mortal y por el balanceo de la danza de la muerte. 'Ay, pronto será para ti, esta danza!', Me decía, 'No te dejes ilusionar por este risa fatal ni por este baile de ritos y de muerte!' Y llegó un día que salí del campo hacia el trabajo sin fuerzas. 'Hoy la Fea no faltará a la cita.' A pesar de verla a través de la distancia, en un margen del sendero, me animava a mí mismo con un monólogo sordo y lleno de rencor: 'A los treinta y tres años como Jesucristo, no!' Pero yo caminaba como si flotase, como si tuviera el cuerpo de algodón ».

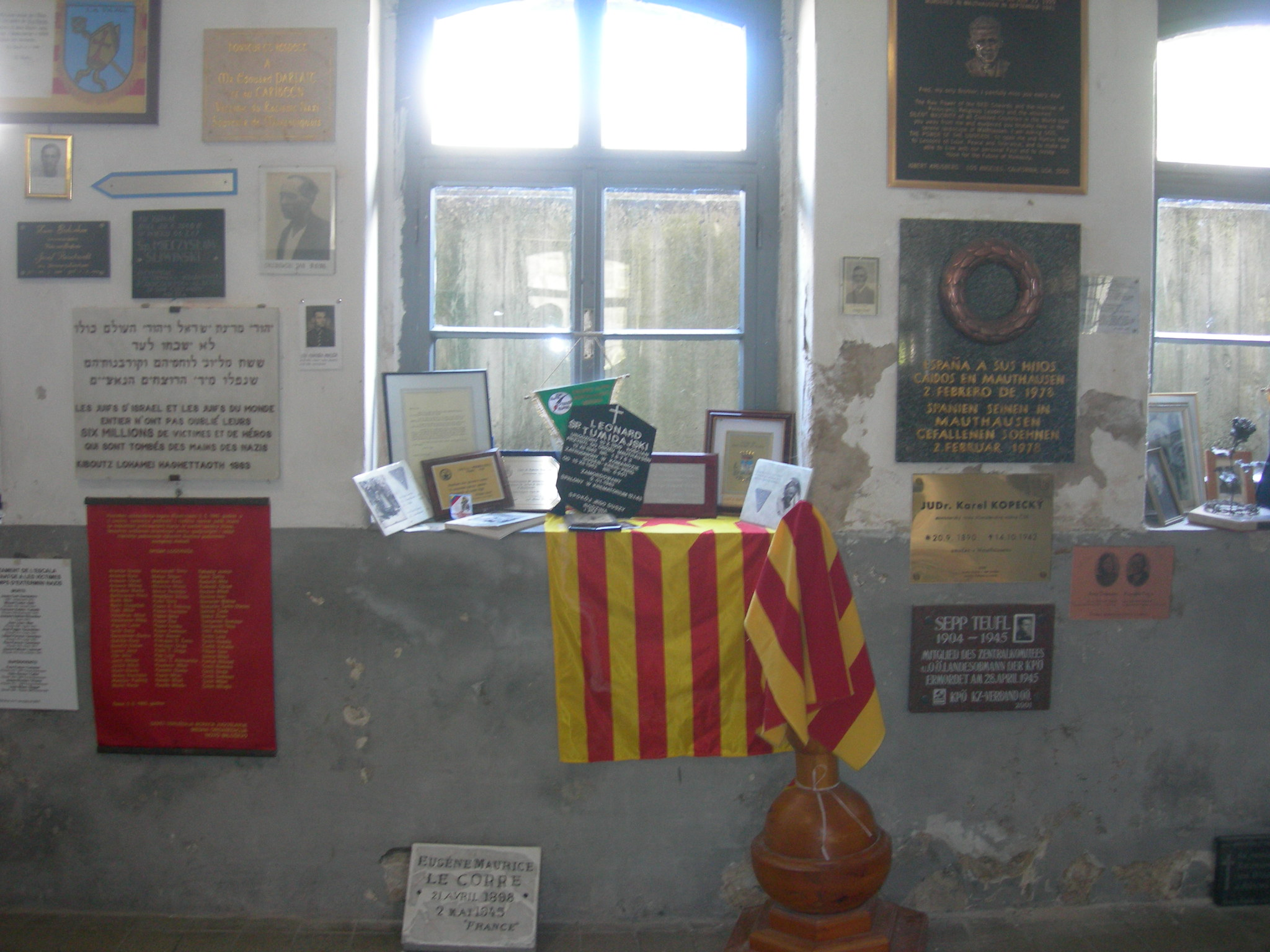
Esteladas en la sala de los hornos crematorios de Mauthausen en homenaje a los catalanes y los valencianos muertos en el campo.

Hay textos literarios de Llop anteriores a la Guerra civil española. Pero es ya durante los primeros días de exilio que empieza a escribir, en una especie de dietarios, sus experiencias en los campos de refugiados franceses. «Pero los escritos se pierden en medio de aquel trasiego», explica Josep M. Sáez, concejal de Cultura del Ayuntamiento de Miravet y coautor, con Emigdi Subirats, del estudio "Roc Llop i Convalia, l'exili d'un poeta miravetà", galardonado con el XIII Premio de Ensayo Artur Bladé i Desumvila. Una vez liberado de Gusen, Llop se traslada a París, donde se implica en la fundación de la Federación Española de deportados e internados políticos. Allí dirige el boletín informativo de la federación, "Hispania". También se le encuentra en la sede central de la CNT en el exilio, donde es el responsable de la biblioteca y la secretaría de organización y finanzas. A partir de los años sesenta, promoverá la edición de Terra Lliure, un boletín interior de los catalanes libertarios. También retoma su labor literaria: «No es autor de una obra muy extensa. Él mismo acaba editando sus libros », apunta Sáez. Así, Llop edita "Poemes de llum i tenebres" y "Mission ratée del hombre sur terre" (esta última, en francés). El primero obtiene la Flor Natural de los Jocs Florals de la Llengua Catalana a París, el año 1965. Nueve años después, con una recopilación de cuentos sobre los campos de exterminio, "Contes negres de les vores del Danubi", ganará el accésit Víctor Català de los Jocs Florals de Ámsterdam, el año 1974. «Dos premios de una gran valía, justo cuando la lengua catalana sólo encontraba su expresión en el exterior, que lo consagran como literato del exilio catalán». Aún publicará "Tríptic de l'amor i proses" en 1986.

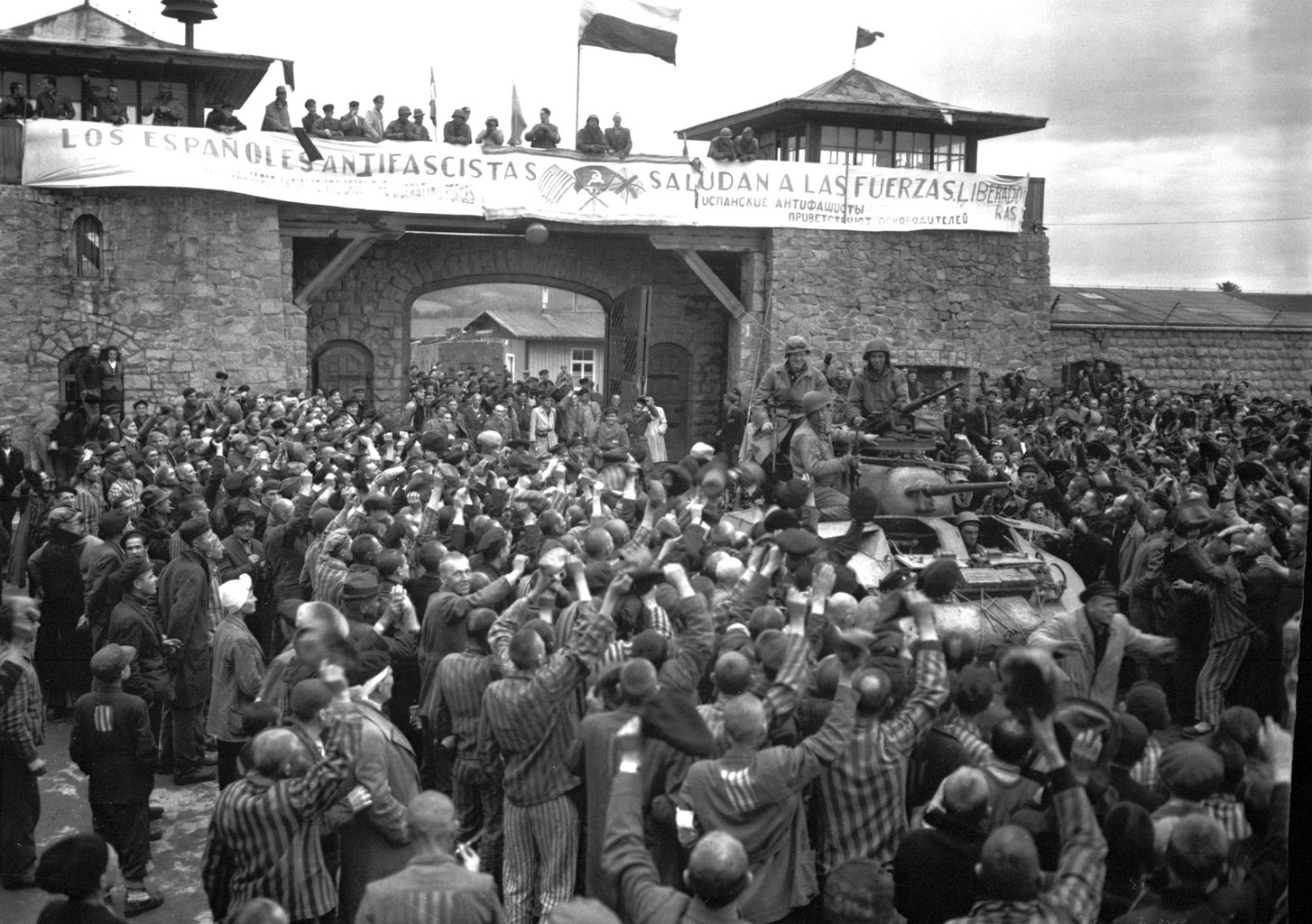
Liberación de Mauthausen, 5 de mayo de 1945.

Pero de Llop sobresale su peripecia vital a los campos de exterminio, que hasta ahora casi sólo ha sido recogida en el libro de Montserrat Roig. Cuando Llop escribe sobre todo aquel horror «siempre lo hace destacando una parte positiva». «Él es un humanista y siempre hace un llamamiento a la libertad y a la fraternidad», explica Sáez. Los recuerdos se pueden rastrear también en las necrológicas que Llop dedica a los exdeportados que van muriendo en el exilio. En el dedicado a Amadeo Urzay, rememora los primeros días de libertad, en que él y otros supervivientes de los campos nazis hacen hacia el pueblo de Aÿ, el país del champán, donde los acoge una familia catalana fabricante de tapones de corcho: «Después de tantos años de campos de concentración, de compañías de trabajo y de campos de exterminio, de mala vida y sufrimientos, era la primera vez que nos sentamos en una mesa con mantel, servilletas y cubiertos, los cuales ya habíamos olvidado como se habían de utilizar », recordará el miravetano.
Roc Llop vuelve esporádica y discretamente (tanto que a estas alturas es imposible encontrar una fotografía del poeta) a Miravet a partir de los años setenta, donde pasa bastante desapercibido. Sus familiares hablan de vez en cuando que ha venido «el pariente de Francia» a pasar unos días. El 1991, poco antes de morir, el Ayuntamiento de Tarragona le invita a participar en unas conferencias sobre el exilio. Él no puede acudir a la cita por motivos de salud, pero dona al Archivo Histórico de Tarragona su fondo personal, que consultaron Josep M. Sáez y Emigdi Subirats para escribir el ensayo, que fue publicado el 2008, como uno de los actos programados para recordar la vida y la obra de Roc Llop i Convalia, poeta y superviviente del horror.

...ressec el llavi de dèria,

mil febres cremant-li el front.
Una fita: Catalunya

i la llibertat del món !
Roc Llop i Convalia

Desde el año 2008 la escuela de Miravet lleva su nombre.
- Datos: Q3075779